# Centrophasma obliteratum
Centrophasma obliteratum är en insektsart som först beskrevs av Ludwig Redtenbacher 1908.  Centrophasma obliteratum ingår i släktet Centrophasma och familjen Diapheromeridae. Inga underarter finns listade i Catalogue of Life.